# Felix Adler
Felix Adler, född 13 augusti 1861 i Alzey, död 24 april 1933 i New York, var en amerikansk pedagog och moralfilosof.

## Biografi
Adler blev professor vid Columbia University i New York. Han intar en ledande ställning inom den så kallade etiska rörelsen, som arbetar för konfessionslös moralundervisning. Bland hans viktigaste arbeten märks Moral instruction of children (1892) och Religion of duty (1905).